# ウィリアムズ・FW14
ウィリアムズFW14 (Williams FW14) は、ウィリアムズが1991年のF1世界選手権参戦用に開発したフォーミュラ1カー。パトリック・ヘッドとエイドリアン・ニューウェイが設計した。1992年にはアクティブサスペンションやトラクションコントロールシステム（TCS）を搭載したFW14Bを使用した。

## FW14
レイトンハウスから移籍してきたニューウェイとヘッドの共同体制から生まれた第1作目。FW13Bをベースに、ニューウェイの空力デザインを融合させた。ノーズの先端を若干持ち上げ、コクピット開口部はドライバーの肩が露出するニューウェイ独特の5角形デザインとなった。
駆動系にはフェラーリに続いてF1では2チーム目となるセミオートマチックトランスミッション（セミAT）を採用した（フェラーリは縦置き7速、ウィリアムズは横置き6速仕様）。フェラーリと同様に、ステアリング裏のパドルで変速操作を行う。
エンジンはジョイント3年目となるルノー製V型10気筒エンジン。シーズン中、RS3からRS3Bに換装された。圧搾空気でバルブ開閉を制御するニューマチックバルブシステムを搭載し、14,200回転で770馬力を発生。また、エルフ製の特殊燃料も使用し、ホンダやフェラーリのV12エンジンに対抗した。
スポンサーにキャメルが加わった。序盤2戦はコクピット前部のみキャメル・イエローにペイントされ、エンジンカバー部は白い空きスペースだったが、第3戦以降はエンジンカバーもキャメル・イエローにペイントされた。
第7戦フランスGPよりロングノーズと改良型のフロントウィングが導入された。最終戦オーストラリアGPでは翌年へ向けての先行開発として、スペアカーにアクティブサスペンションが搭載された。フリー走行ではマンセルがアクティブ搭載車で走り「バンプ上ではノーマルサスよりずっとスムーズに走れた。以前と違い実戦で使えるレベルに来ている。」と高評価を与えた。

### 1991年シーズン
序盤戦は導入したばかりのセミATにトラブルが多発した。序盤4戦両ドライバー合わせてリタイヤ6回を喫し、同じく優勝4回と2位と3位が1回ずつのマクラーレン勢に獲得ポイントで大きく引き離された。一方でFW14の速さは開幕戦の時点で他チームも認める物であり、ライバルであるフェラーリのテクニカル・ディレクターのピエル・グイド・カステリが開幕戦の時点で「レギュレーション変更によるフロントウィング幅の縮小をウィリアムズ（エイドリアン・ニューウェイ）が最もうまく解釈して最高のマシンを作り上げたね。今年はFW14が最も優れたマシンだ」と認めるほどであった。
第5戦カナダGPでは、ナイジェル・マンセルが首位を独走するも、ファイナルラップにストップして勝利を逃した。続く第6戦メキシコGPでもリカルド・パトレーゼが速さを見せシーズン初勝利かつウィリアムズの1-2フィニッシュで飾った。マシントラブルが減り、信頼性を高めたFW14はポテンシャルを発揮し、第7戦フランスGPから第9戦ドイツGPまでマンセルが3連勝を達成。マクラーレンとのポイント差を一気に詰め、終盤戦までタイトル争いを繰り広げた。
シーズン全16戦中、マクラーレンの8勝に対し、ウィリアムズは7勝（マンセル5勝、パトレーゼ2勝）を獲得。ホンダエンジンのパワーに依存するマクラーレンに対してトータルパッケージの優秀さを示したものの、序盤戦の不振やハンガリーGPとベルギーGPのマシントラブルで逃したポイント、特にポルトガルGPのピット作業での失策でマンセルが黒旗失格となったことが致命的となってしまい、最終的にはマクラーレンの逃げ切りを許してしまった。

### スペック

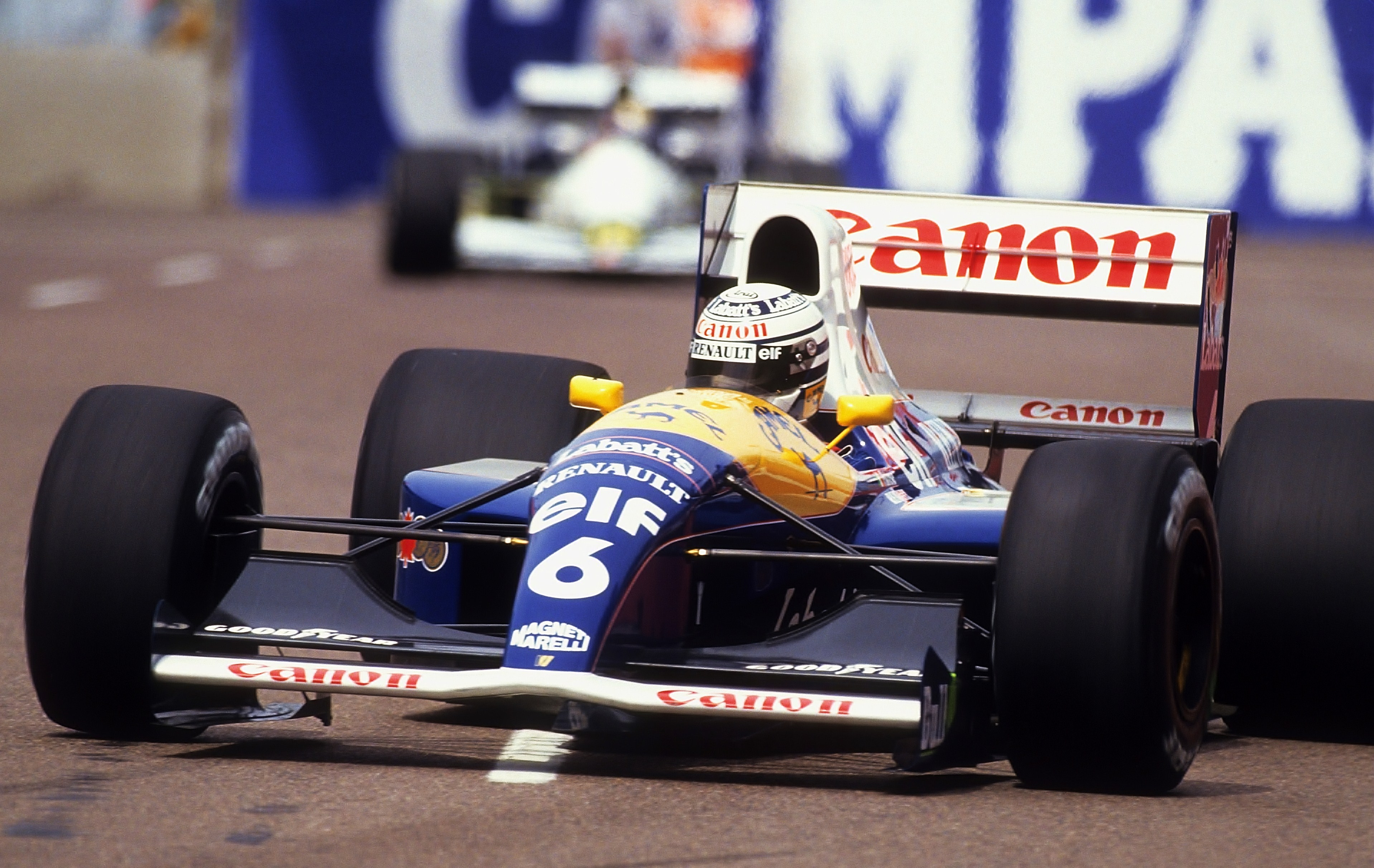
1991年のアメリカGPでパトレーゼがドライブするFW14

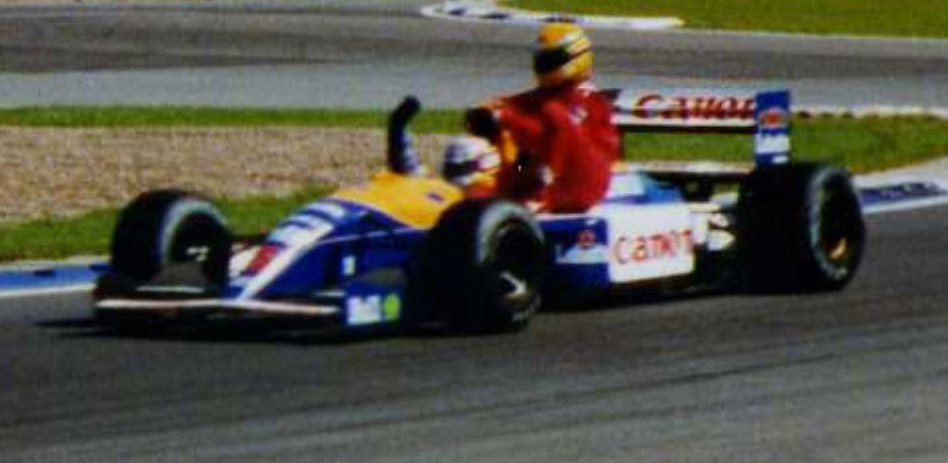
1991年イギリスGPでマンセルがドライブするFW14に乗るセナ

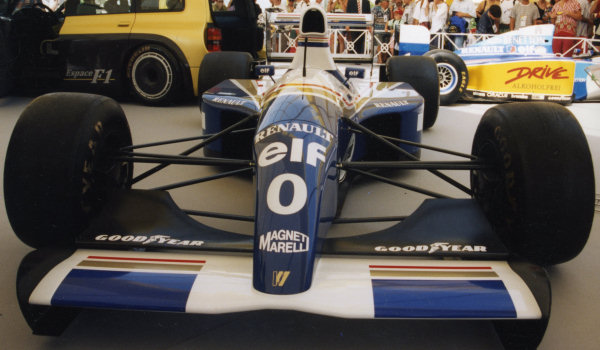
プロモーション用にFW16のカラーリングを施したFW14（1994年）

#### シャーシ
- シャーシ名 FW14
- ホイールベース 2,817mm
- 前トレッド 1,739mm
- 後トレッド 1,617mm
- クラッチ AP
- ステアリング ウィリアムズF1
- ブレーキキャリパー AP
- ブレーキディスク・パッド カーボンインダストリー
- ホイール フォンドメタル
- タイヤ グッドイヤー
- 燃料タンク容量 220L
- ダンパー ウィリアムズ/ペンスキー

#### エンジン
- エンジン名 ルノーRS3,RS3B
- 気筒数・角度 V型10気筒・67度
- 排気量 3,493cc
- 最高回転数 14,400回転
- 最大馬力 770馬力
- スパークプラグ チャンピオン
- 燃料・潤滑油 エルフ

### 記録
| 年   | No. | ドライバー | 1   | 2   | 3   | 4   | 5   | 6   | 7   | 8   | 9   | 10  | 11  | 12  | 13  | 14  | 15  | 16  | ポイント | ランキング |
| 年   | No. | ドライバー | USA | BRA | SMR | MON | CAN | MEX | FRA | GBR | GER | HUN | BEL | ITA | POR | ESP | JPN | AUS | ポイント | ランキング |
| ---- | --- | ---------- | --- | --- | --- | --- | --- | --- | --- | --- | --- | --- | --- | --- | --- | --- | --- | --- | -------- | ---------- |
| 1991 | 5   | マンセル   | Ret | Ret | Ret | 2   | 6   | 2   | 1   | 1   | 1   | 2   | Ret | 1   | DSQ | 1   | Ret | 2   | 125      | 2位        |
| 1991 | 6   | パトレーゼ | Ret | 2   | Ret | Ret | 3   | 1   | 5   | Ret | 2   | 3   | 5   | Ret | 1   | 3   | 3   | 5   | 125      | 2位        |

- 太字はポールポジション、斜字はファステストラップ

## FW14B

### アクティブサスペンション

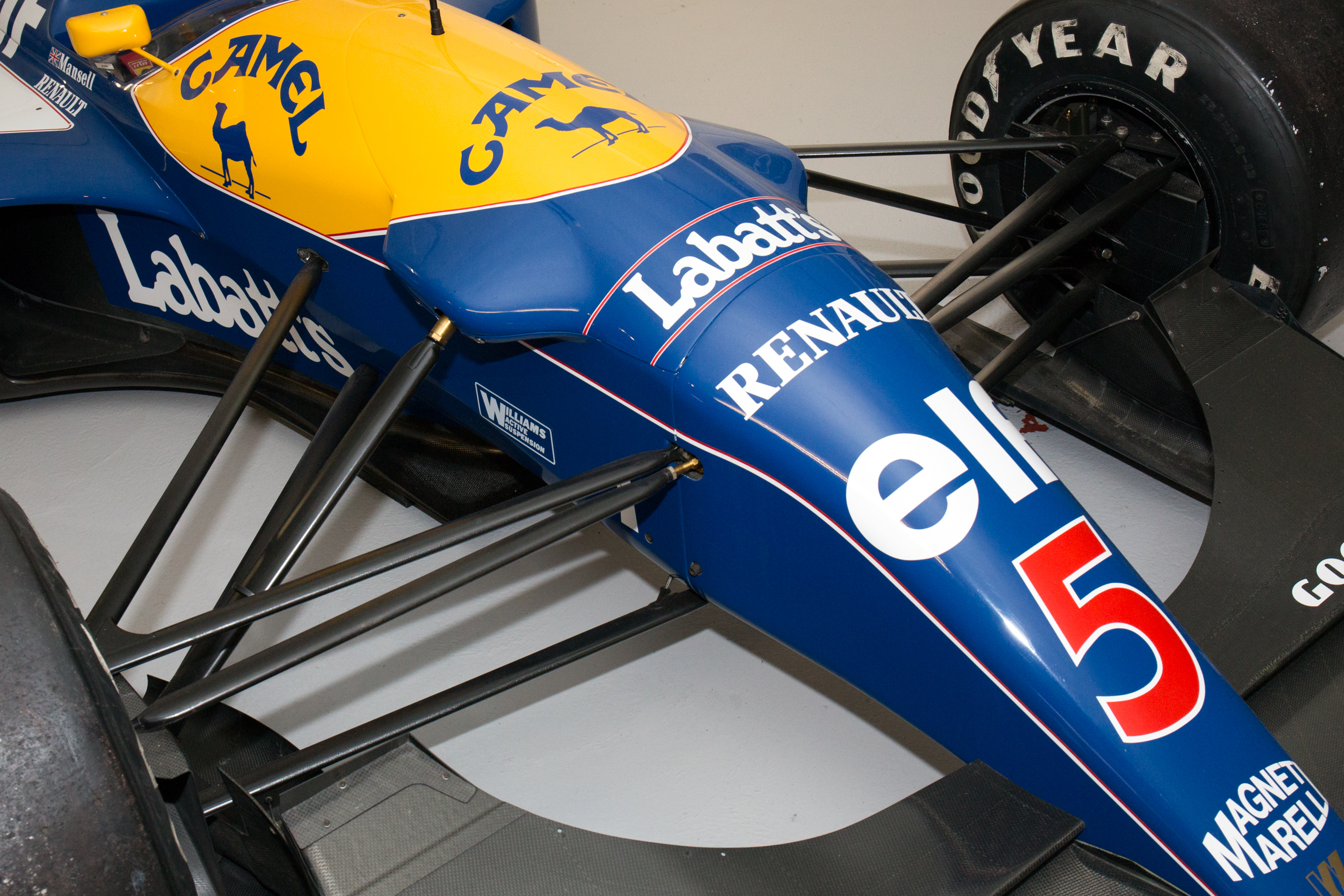
FW14Bのフロントサスペンション
アクティブサス収納部分のバルジが膨らんでいる

FW14をベースにアクティブサスペンションを搭載し、1992年に向けた改修を加えたマシン。
当初は暫定改造車として序盤戦のみ使用し、第4戦スペインGPからフルモデルチェンジしたFW15を投入する予定だったが、他チームのマシンを引き離す圧倒的なポテンシャルを持つことが判明したため、計画を変更して1992年シーズン一杯使用することになった。
アクティブサスペンションの搭載は1988年のFW12以来となる。当時はシステムを確立できずシーズン途中に放棄してしまったが、その後もパディ・ロウを中心として地道に開発を続けていた。テストドライバーのマーク・ブランデルやデイモン・ヒルによってテスト走行を重ね、信頼性を高めた上で実戦投入に踏み切ることになった。パトリック・ヘッドはこれらのデバイスの投入を当初から1992年からと決めていた。これは仮に前倒しに投入した場合、信頼性に難が見られた時の対策にチームのリソースを食う事になり、開発計画に狂いが生じるのを懸念した為である。
FW14Bのシステムはロータス・99Tのような完全油圧制御（フルアクティブ）ではなく、ガスシリンダー（パッシブ）と油圧式アクチュエータ（アクティブ）を組み合わせたセミアクティブ方式であった。路面のバンプを通過する際、高い波長（大きな揺れ）には受動的（パッシブ）に対応し、低い波長（小さな揺れ）を能動的（アクティブ）に制御した。ソフトなサスペンション特性を持ちながらも、車体姿勢や車高を最適に維持する、という相反する要素を兼ね備えることで、FW14が元来持つ優れた空力性能をいかなる状況でも発揮できるようになり、図抜けたコーナリング性能を実現した。また、直線走行時にはフロントの車高を上げ、ウィングの迎角を抑えることでドラッグを減らし、トップスピードを高めることもできた。
レースでの走行にあたっては、GPSが軍事用途でしか実用化されていなかった当時、各サーキットでの走行ライン上の路面状態や縁石を全て事前に調査したうえでサスペンションの動作プログラムを作成する手法が採られていた。
チームは機密保持に神経を遣っており、ピットでの整備時にはガードマンを配置したり、サスペンションの上にカバーを被せるなどして、写真撮影されることを避けていた。
FW14製作時にはアクティブサスペンションの搭載が考慮されていなかったため、フロントサスペンションのプッシュロッドを接続するモノコック上部にアクチュエータを収めるバルジが追加された。また、システムの搭載に伴い、マシン重量も増加している。シャシーはホイールベースが100mm以上延長され、前後トレッドも拡大された。
エンジンはルノー・RS3Cを搭載しつつ、第5戦サンマリノGPから予選用にRS4を投入し、第11戦ハンガリーGP以降は決勝レースでもRS4を使用した。電子制御で点火タイミングを調節し、駆動力を最適化するトラクションコントロールシステム（TCS）の採用も話題となった。

### 1992年シーズン

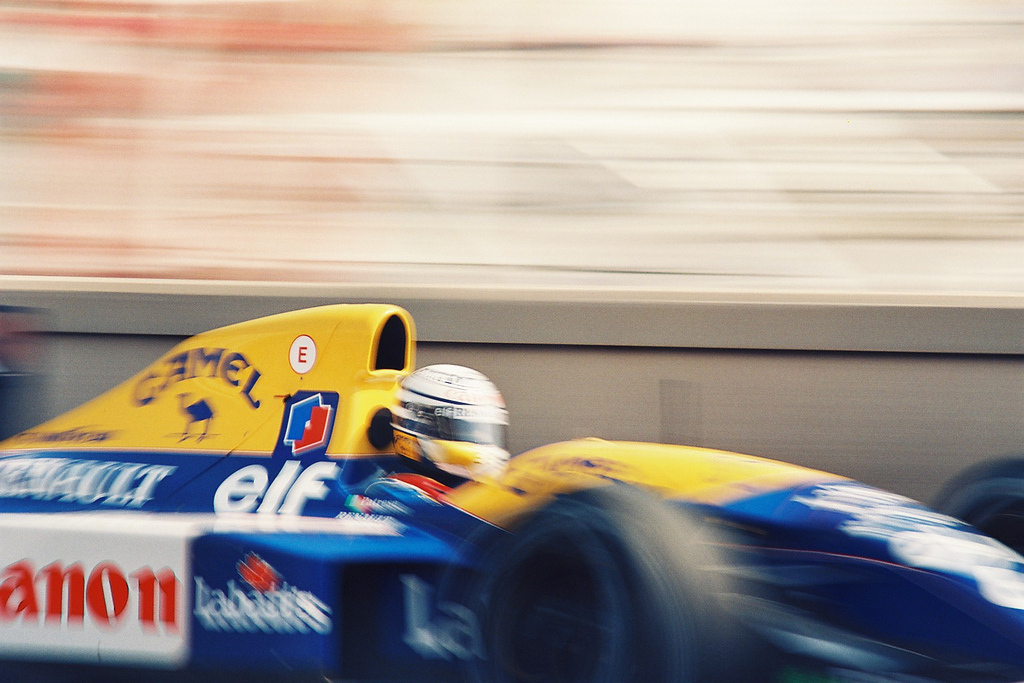
1992年モナコGPでパトレーゼがドライブするFW14B。

セミAT、アクティブサスペンション、TCSというハイテク装備で武装したFW14Bは、開幕戦南アフリカGPから3戦連続ワンツーフィニッシュを果たし、ライバルチームに衝撃を与えた。第2戦メキシコGPが開催されたエルマノス・ロドリゲス・サーキットは路面がバンピーなことで知られたが、FW14Bはアクティブサスペンション効果で姿勢を乱すことなく駆け抜けた。マクラーレンは第3戦ブラジルGPにて新車MP4/7Aを緊急投入したが、ウィリアムズの優位は崩れることなく、マンセルは開幕から5連勝という当時の新記録を達成した。
第6戦モナコGPはホイールトラブルでアイルトン・セナに勝利を献上し、第7戦カナダGPでは初のダブルリタイアを喫したが、第8戦フランスGPからマンセルが再び3連勝し、第11戦ハンガリーGPでは年間16戦で行われていた当時の最短記録でドライバーズチャンピオンを獲得した。
その後はRS4エンジンのトラブルなどによりマンセルとパトレーゼが1勝ずつをあげるにとどまったが、ウィリアムズは16戦10勝という成績で1987年以来のコンストラクターズタイトルを獲得した。ポールポジションは第7戦以外はウィリアムズコンビが獲得し、翌1993年にかけて23戦連続ポールポジションというコンストラクター記録を樹立することになる。マンセルは個人としても年間14ポールポジションという記録を残した。

### スペック

#### シャーシ
- シャーシ名 FW14B
- ホイールベース 2,921mm
- 前トレッド 1,803mm
- 後トレッド 1,676mm
- 車両重量 505kg
- サスペンション （前）ツインリンク/（後）スリーリンク・プッシュロッド・ハイドロニューマチック・サスペンション
- ダンパー ウィリアムズ/ペンスキー
- ギアボックス ウィリアムズ 横置き6速セミオートマチック
- クラッチ AP
- ステアリング ウィリアムズ
- 燃料タンク ATL
- バッテリー ユアサ
- ブレーキキャリパー AP
- ブレーキディスク・パッド カーボンインダストリー
- ホイール フォンドメタル
- タイヤ グッドイヤー

#### エンジン
- エンジン名 ルノーRS3C,RS4
- 気筒数・角度 V型10気筒・67度
- 排気量 3,493cc
- 最高回転数 14,500回転
- 最大馬力 760馬力（14,200回転時）
- スパークプラグ チャンピオン
- フューエルインジェクション マニエッティ・マレリ
- 燃料・潤滑油 エルフ

### 記録
| 年   | No. | ドライバー | 1   | 2   | 3   | 4   | 5   | 6   | 7   | 8   | 9   | 10  | 11  | 12  | 13  | 14  | 15  | 16  | ポイント | ランキング |
| 年   | No. | ドライバー | RSA | MEX | BRA | ESP | SMR | MON | CAN | FRA | GBR | GER | HUN | BEL | ITA | POR | JPN | AUS | ポイント | ランキング |
| ---- | --- | ---------- | --- | --- | --- | --- | --- | --- | --- | --- | --- | --- | --- | --- | --- | --- | --- | --- | -------- | ---------- |
| 1992 | 5   | マンセル   | 1   | 1   | 1   | 1   | 1   | 2   | Ret | 1   | 1   | 1   | 2   | 2   | Ret | 1   | Ret | Ret | 164      | 1位        |
| 1992 | 6   | パトレーゼ | 2   | 2   | 2   | Ret | 2   | 3   | Ret | 2   | 2   | 8   | Ret | 3   | 5   | Ret | 1   | Ret | 164      | 1位        |

- 太字はポールポジション、斜字はファステストラップ

## 「最強マシン」の実態
FW14とFW14Bでは、マンセルとパトレーゼの個人記録の違いが目立つ。1991年はマンセル5勝2ポールポジション（PP）、パトレーゼ2勝4PPという成績だが、パトレーゼの方が先に優勝し、3連続ポールポジションを含めて16戦中9戦でパトレーゼがマンセルを上回った。ところが、1992年はマンセルが9勝14PP、パトレーゼは1勝1PPと圧倒的な差がついた。予選ラップタイムでは1 - 2秒のタイム差という、同じマシンとは思えないギャップが開いたケースもあった。
エイドリアン・ニューウェイは「アクティブサスペンション車はナイジェルのような、クルマを信頼して振り回すアグレッシブな乗り方に合っていた」と語っている。アクティブサスペンション車は従来のパッシブサスペンション車の限界よりも攻め込むことができるが、その感覚の違いをドライバーが克服しなければ、その性能を完全に活かすことはできなかった。マンセルは「こんなに速いとバリアにぶつかってしまうぞ、という頭の中の"アラーム"を乗り越えることが大変だった」と語っている。一方でパトレーゼはマシンの反応を感じながらスムースに操るタイプのドライバーだったため、アクティブサスペンション車への順応が思うようにできず、「ナイジェルのほうが僕よりも慣れるのが早かったから、とにかく自分の考えを変えなくてはいけないと思った」「ドライビングが難しいというのではなく、すべてにおいて別物だった」と語っている。パトリック・ヘッドは「普通のクルマとはロール剛性の感触が違う」と説明し、「コーナーに入る際、短い期間ではあるもののマシンは浮遊するような感じになり、その上安定していた。ナイジェルはこの短い間に、より多くのグリップがあることを掴んだ。しかしチームメイトのリカルドは、いつもよりしっかりとした感触を欲しがっていた」と述べている。
また、当時F1のレースに耐えうる油圧式のパワーステアリングは存在したが、電動式は実用化されていなかった。そのため、その搭載分だけマシンの重量増となる事を嫌っていたため、FW14Bでも搭載されていなかった。そのため、高速コーナーではステアリングが非常に重くなり、上半身の筋肉が発達したマンセルに有利だった。当時ベネトンに在籍していたマーティン・ブランドルは「パトレーゼはまともにステアリングさえ操縦出来ていなかったんじゃないかな」と評している。
マンセル自身はロータス・92での最初期のアクティブサスペンション車で怖い体験を経験したことから、システムに良い印象をもっていなかったが、1992年はシーズン前に減量するなど、悲願のチャンピオン獲得へ決意を持っていた。また、同じマシンに乗るパトレーゼを最大のライバルと目し、アドバンテージを与えないようにしていた。レース中はチームに告げずアクティブサスペンションの設定を手動調節し、フロントの車高を下げて走っていた。また、ブリーフィングでは担当エンジニアと共謀してでたらめな報告をし、ホテルに帰ってからふたりで話し合っていたという。チームのアナリストすら見破れなかったほどのマンセルの巧妙な偽装工作をニューウェイが気付いたのはシーズンの終盤であった。
マンセルは記者会見でアクティブサスペンション車の操縦がいかに困難であるか伝えようとし、トラクションコントロールシステムについても「もちろん有利になったコーナーもあるけど、効きすぎてひどいミスファイアを起こしたみたいになる事もある。そうなると全然前に加速しない、これをうまく調整するのは簡単じゃないんだ。強い味方でもあるけど、そうじゃないこともある。」とモナコGP予選後に話した。たが、逆にマシン性能に自身が助けられていると解釈され、皮肉にも「誰が乗っても勝てる」マシンという評価を招くことになった。それに目を付けたセナや当時休養中だったアラン・プロストがウィリアムズのシート争いに加わり、セナに至っては「ノーギャラでいいから」とまで発言するほどにヒートアップ。その結果、チームの態度に不信感を募らせたマンセルとパトレーゼは揃って去ることになり、翌1993年はプロストとそれまでテストドライバーだったデイモン・ヒルの体制となった（後にヒルにも「最強マシン」乗りが故の過小評価が付きまとう事になった）。

## 保存車両
2019年に行われたオークションにて、セバスチャン・ベッテルがFW14Bのシャシーナンバー08を270万ポンド（約4億4000万円）で購入した。同車のタイトル獲得30周年である2022年イギリスグランプリでは、所有者であるベッテルによるデモランが行われた。